# Historia Salonitana
A Historia Salonitanorum atque Spalatinorum pontificum vagy a szalonai és spliti püspökök története (horvátul: Povijest biskupa Salone i Splita), közismertebb nevén a Historia Salonitana, Spalatoi Tamás főesperes krónikája a 13. századból, amely jelentős információkat tartalmaz a horvátok korai történelméről és a magyar tatárjárás időszakáról.
Először Johannes Lucius adta ki. Ennek a műnek a Historia Salonitana maior néven ismert kiterjesztett változata a 16. században jelent meg, és mindkettő kritikai kiadásait Nada Klaić (Bp.: Naucno delo, 1967) újra kiadta később.
A krónika a horvátok érkezéséről is ad adatokat:
A Lingonia nevű lengyel területekről hét-nyolc törzsi klán érkezett Totilo alá. Amikor látták, hogy a horvát föld alkalmas lesz lakhatásra, mert kevés a római telepes, megkeresték és megszerezték hercegüknek... A horvátoknak nevezett emberek... Sokan gótoknak és szintén szlávoknak hívják őket, a (mai)Lengyelországból és Csehországból érkezettek sajátos nevének megfelelően.
Ez a beszámoló jobban hasonlítható a bizánci De Administrando Imperioban találhatóhoz, mint a Duklja pap krónikájához.
A krónika lejegyzi, hogy Heraclius bizánci császár és IV. János pápa idejére néhány horvát áttért a keresztény hitre. Mindkét férfi a VII. század közepén halt meg, ami becslést adhat a horvátok tényleges megérkezéséről az Adriára valamikor e század elején.
Bővített tájékoztatást nyújt Demetrius Zvonimir és IV. Krešimir Péter horvát királyokról.
Magyar szempontból a tatárjárás leírása miatt fontos.

## Fordítás
Ez a szócikk részben vagy egészben  a   Historia Salonitana című angol Wikipédia-szócikk ezen változatának fordításán alapul.  Az eredeti cikk szerkesztőit annak laptörténete sorolja fel. Ez a jelzés csupán a megfogalmazás eredetét és a szerzői jogokat jelzi, nem szolgál a cikkben szereplő információk forrásmegjelöléseként.

## Forrás
- https://www.scribd.com/doc/47787915/Toma-Arhi%C4%91akon-Historia-Salonitana-Knji%C5%BEevni-krug-Split-2003